# Szamanka od umarlaków (cykl powieści)
Szamanka od umarlaków – cykl powieści urban fantasy autorstwa Martyny Raduchowskiej. Pierwszy tom ukazał się po raz pierwszy w 2011 nakładem wydawnictwa Fabryka Słów. W 2014 pojawiła się kolejna powieść z tego 

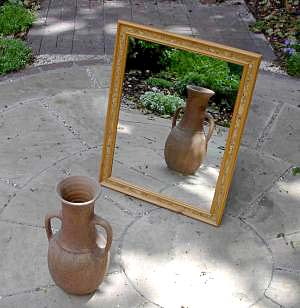
Lustro jest istotnym elementem świata przedstawionego serii. To po zbiciu go w ciele głównej bohaterki zamieszkał niewielki demon, Pech.

cyklu. Trzy lata później wydawnictwo Uroboros wznowiło serię, w 2019 wydając trzeci tom. Ilustracje znajdujące się na okładkach wznowienia cyklu oraz trzeciej części wykonał Dominik Broniek.

## Odbiór
W 2019 pierwszy tom serii zdobył średnią 6,91/10 przy 1474 ocenach na portalu Lubimy Czytać, zbierając w sumie 248 opinii. Monika Frenkiel na portalu Onet.pl uznała go za udany debiut.
8 października 2019 Fałszywy pieśniarz zdobył 48. miejsce wśród top100 książek w kategorii fantasy w sklepie Empik. Już kolejnego dnia na tej samej liście zajmowała 25. miejsce.

## Fabuła
Chociaż wywodzi się z szanowanego, czarodziejskiego rodu, Ida Brzezińska nie ma zamiaru iść w ślady swoich rodziców. Pozbawiona magicznych umiejętności, marzy tylko o normalnym życiu i studiowaniu swojej ukochanej psychologii. Gdy jednak ucieka z Gdańska do Wrocławia odkrywa, że nie tylko nosi w sobie niezwykłego Pecha, ale ma także nadnaturalny dar. Jest medium, które przewiduje śmierć innych i potrafi przeprawiać dusze w zaświaty. Aby nauczyć się kontrolować swoje umiejętności nawiązuje kontakt z ciotką, niedawno zmarłą, trzystuletnią Teklą, dzielącą z Idą tę samą umiejętność.

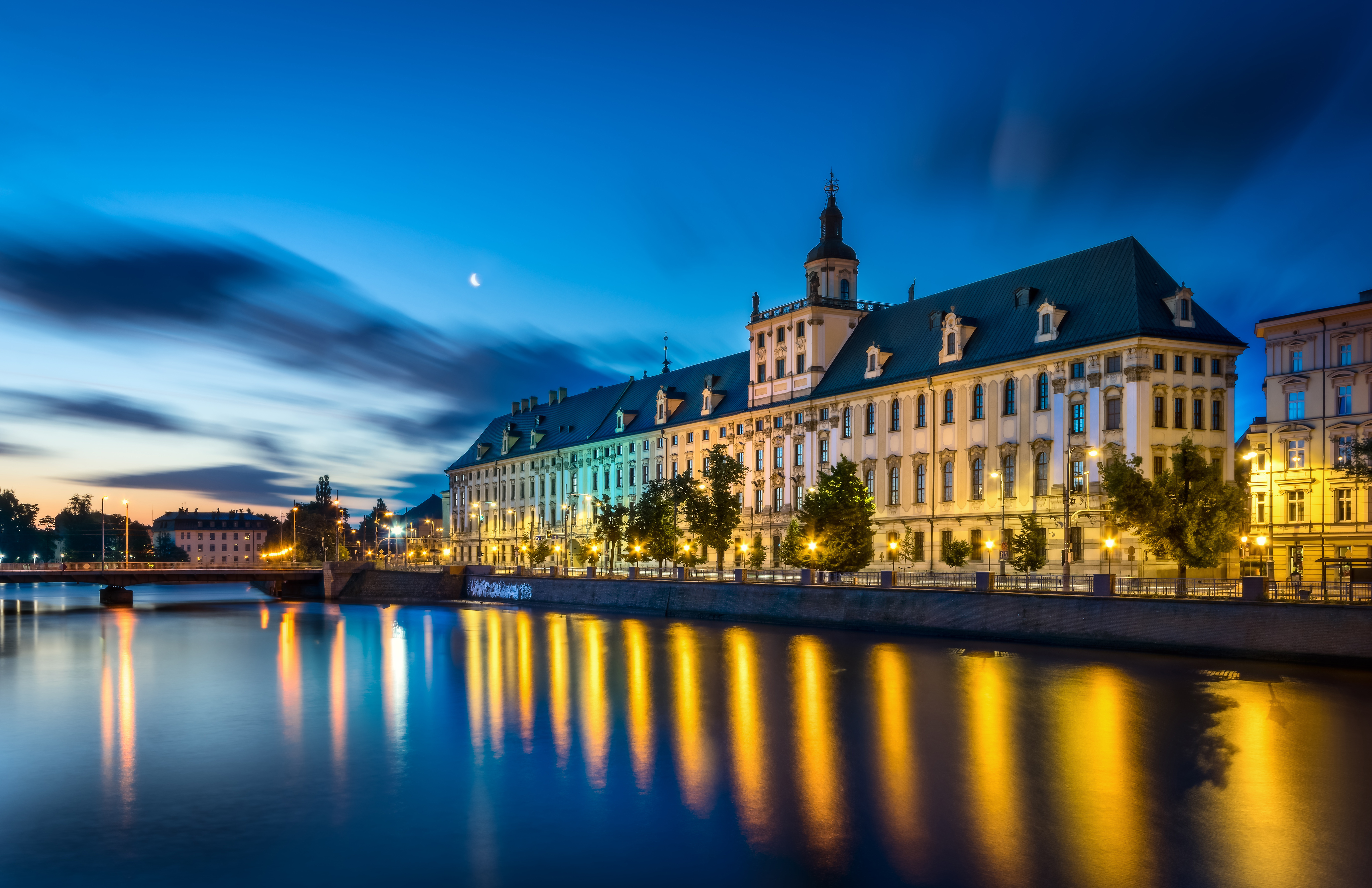
Akcja powieści rozgrywa się głównie we Wrocławiu. Na zdjęciu znajduje się Uniwersytet Wrocławski, do którego uczęszczała główna bohaterka na początku serii.

## Książki w serii
| Numer w serii | Tytuł                 | nr ISBN                | Data wydania         | Komentarz |
| ------------- | --------------------- | ---------------------- | -------------------- | --------- |
| 1             | Szamanka od umarlaków | ISBN 978-83-7574-477-4 | 3 czerwca 2011       |           |
| 2             | Demon luster          | ISBN 978-83-7574-989-2 | 17 stycznia 2014     | [ 6 ]     |
| 3             | Fałszywy pieśniarz    | ISBN 978-83-280-7144-5 | 30 października 2019 | [ 7 ]     |